# Osvino José Both
Osvino José Both (ur. 26 kwietnia 1938 w Três Arroios) – brazylijski duchowny rzymskokatolicki, w latach 2006-2014 ordynariusz polowy Brazylii.

## Życiorys
Święcenia kapłańskie przyjął 22 kwietnia 1967 i został inkardynowany do diecezji Passo Fundo. Przez wiele lat pracował jako duszpasterz parafialny, był także m.in. dyrektorem diecezjalnej rozgłośni radiowej oraz koordynatorem duszpasterstwa w diecezji.
26 czerwca 1990 został prekonizowany biskupem pomocniczym Porto Alegre ze stolicą tytularną Cluentum. Sakrę biskupią otrzymał 2 września 1990. 22 listopada 1995 został mianowany biskupem Novo Hamburgo, a 7 czerwca 2006 ordynariuszem polowym Brazylii. 6 sierpnia 2014 przeszedł na emeryturę.